# حسین‌آباد (قزوین)
حسین‌آباد (قزوین)، روستایی از توابع بخش کوهین شهرستان قزوین در استان قزوین ایران است.

## جمعیت
این روستا در دهستان ایلات قاقازان شرقی قرار دارد و براساس سرشماری مرکز آمار ایران در سال ۱۳۸۵، جمعیت آن ۹۴۴ نفر (۲۴۱خانوار) بوده‌است.زبان اهالی مانند دیگر روستاهای قاقازان زبان ترکی آذربایجانی با لهجه خاص منطقه است.